# Wang Chia-min
Wang Chia-min (chinesisch 王家閔; * 8. November 1983) ist ein taiwanischer Badmintonspieler. 

## Karriere
Wang Chia-min wurde 2008 bei der Welthochschulmeisterschaft im Mixed mit Wang Pei-rong. Bei der Singapur Super Series 2009 reichte es dagegen nur zu Rang 17. Bei den Chinese Taipei Open 2011 wurde er, ebenfalls im Mixed mit Wang Pei-rong, Neunter.

## Sportliche Erfolge
| Saison | Veranstaltung              | Disziplin | Platz | Name                          |
| ------ | -------------------------- | --------- | ----- | ----------------------------- |
| 2008   | Welthochschulmeisterschaft | Mixed     | 3     | Wang Chia-min / Wang Pei-rong |
| 2009   | Singapur Super Series      | Mixed     | 17    | Wang Chia-min / Wang Pei-rong |
| 2011   | Chinese Taipei Open        | Mixed     | 9     | Wang Chia-min / Wang Pei-rong |